# دوميرا
دوميرا (بالأكستانية: Domairac)‏ هي بلدية في إقليم أليي في وسط فرنسا. بلغ عدد سكان البلدية في عام 2016 8819 نسمة، بانخفاض يصل إلى 2.3٪ مقارنة بعام 2011.